# St. Remigius (Bliesen)

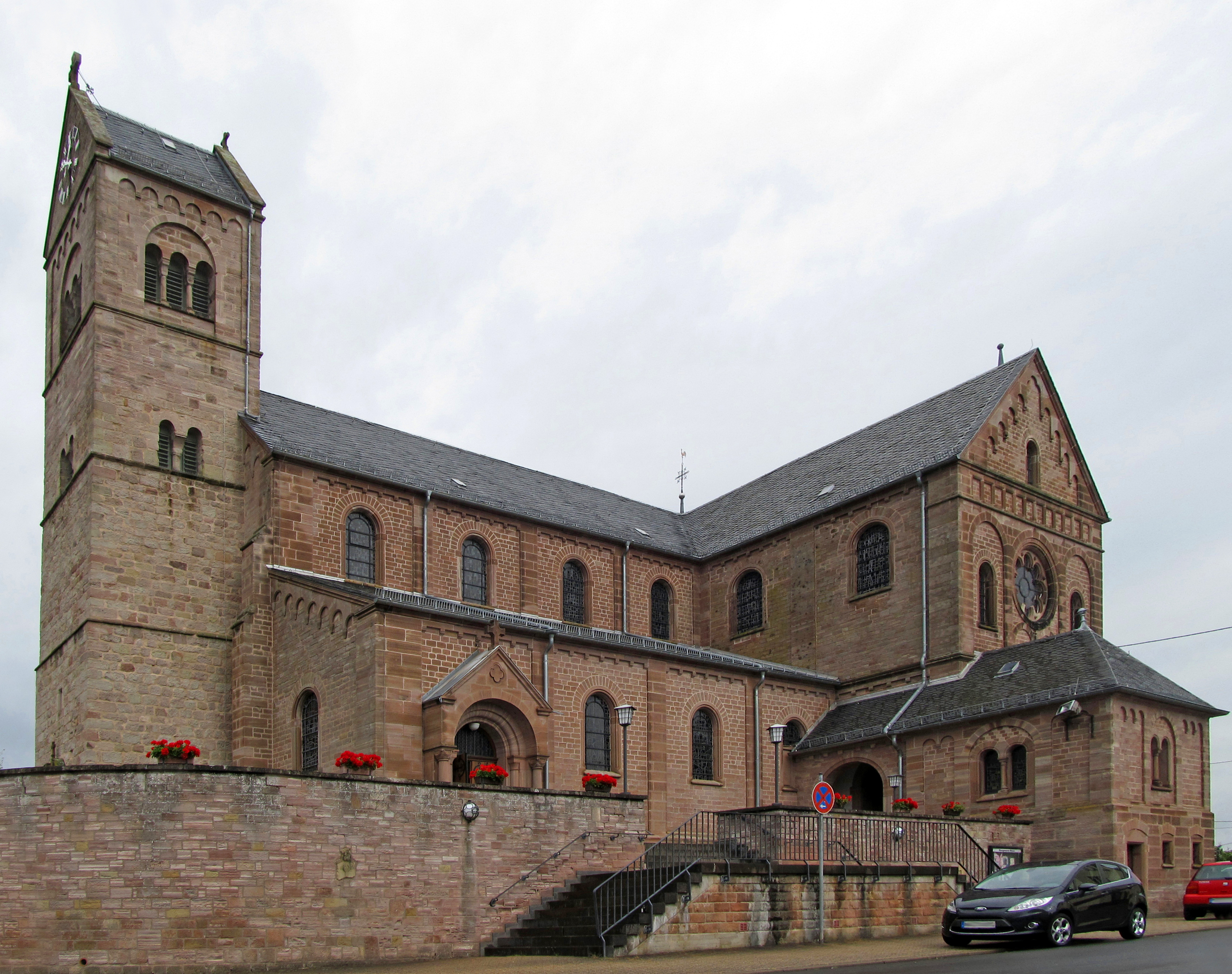
Die Pfarrkirche St. Remigius im St. Wendeler Stadtteil Bliesen

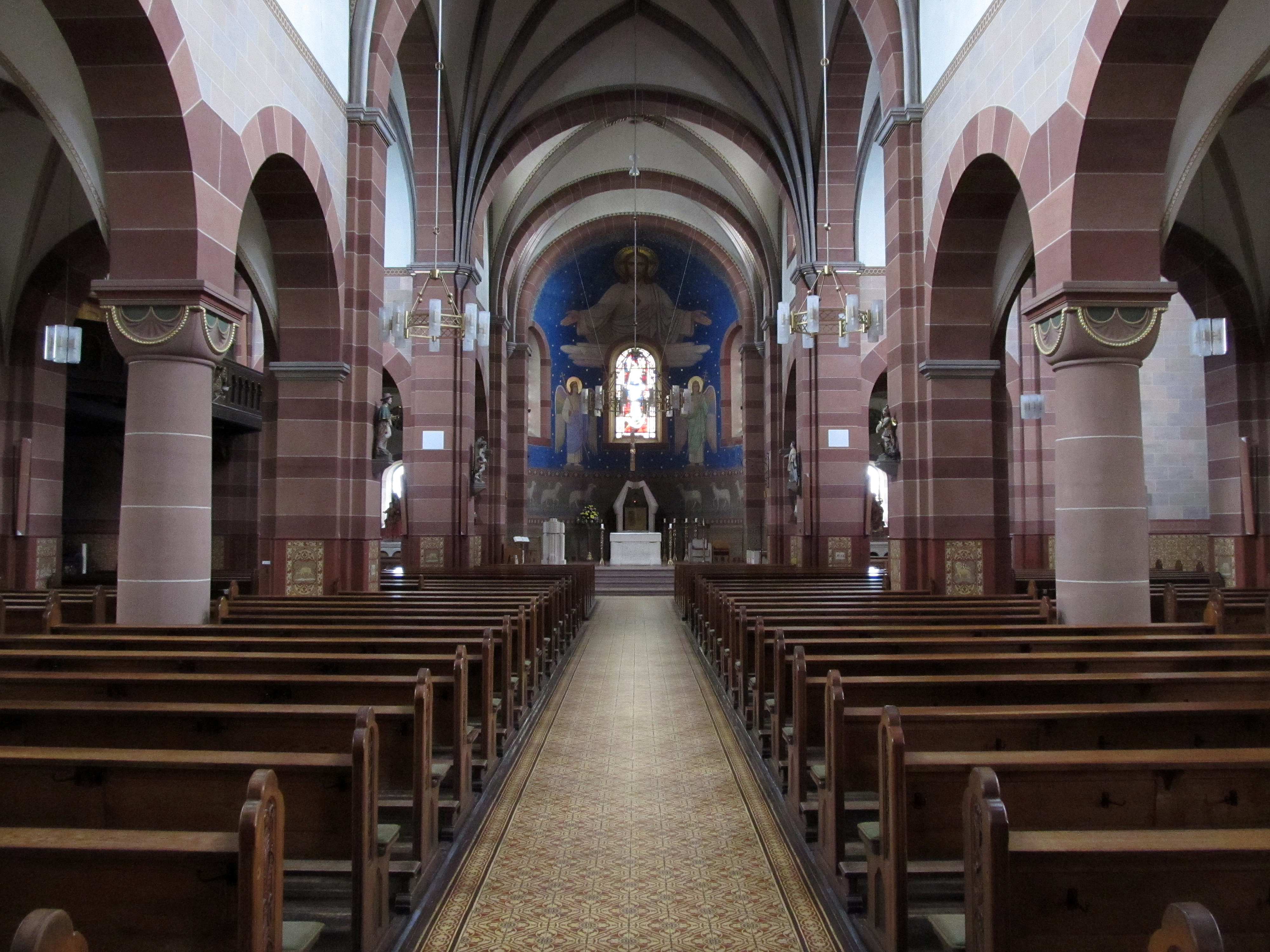
Blick ins Innere der Kirche

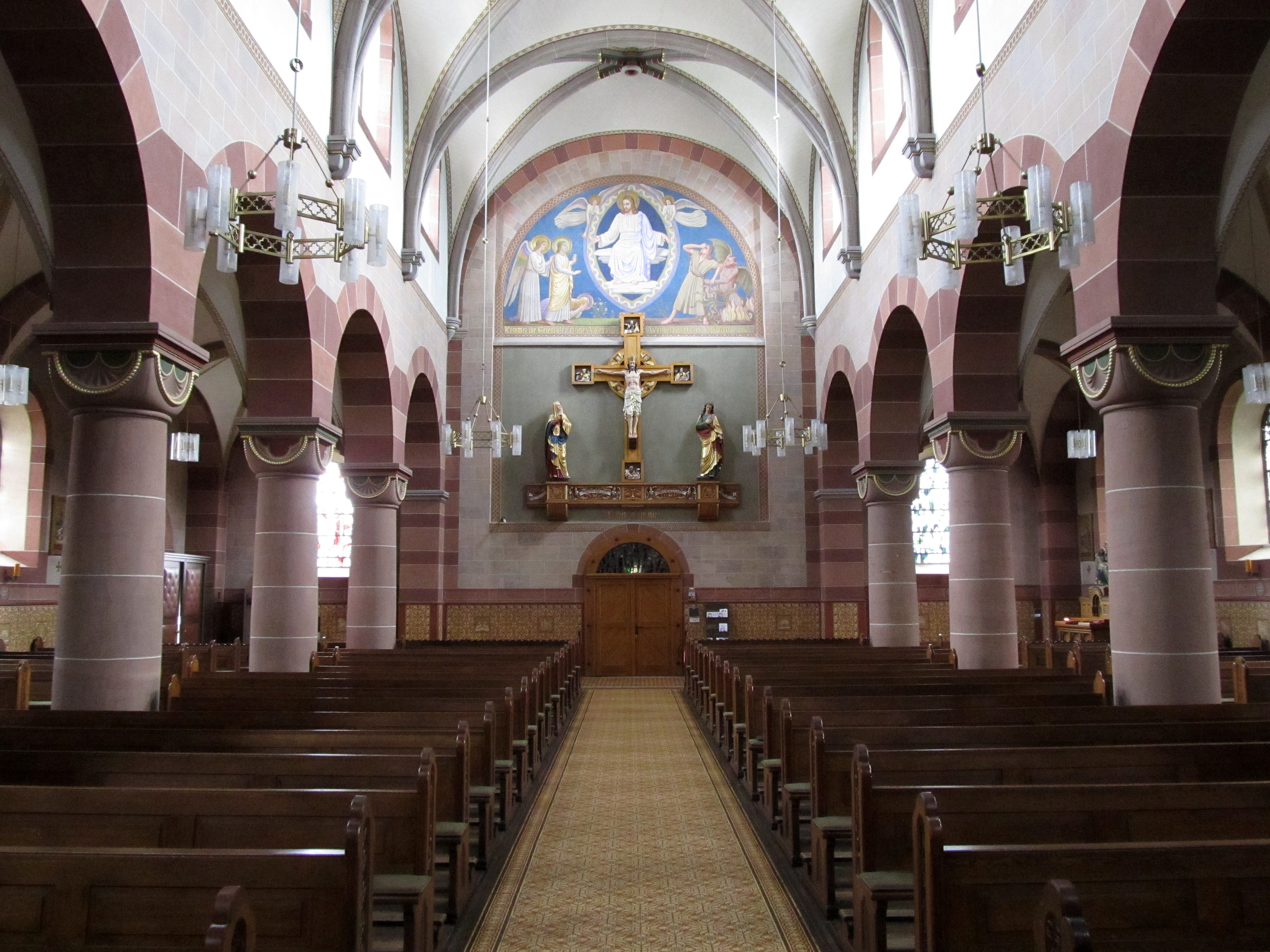
Blick vom Altarraum zur Westwand des Langhauses mit Missionskreuz

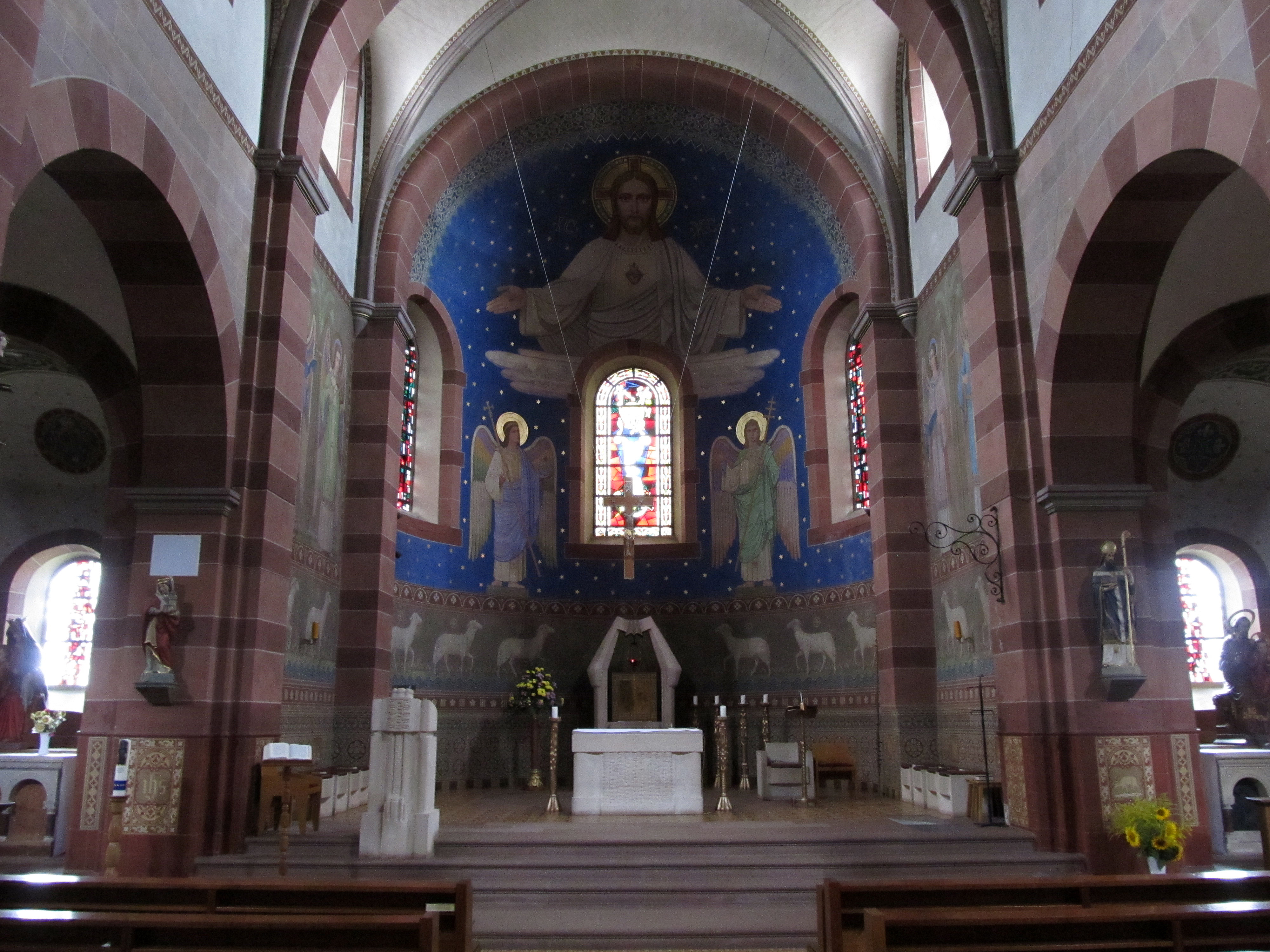
Altarraum

Die Kirche St. Remigius ist eine katholische Pfarrkirche in Bliesen, einem Stadtteil von St. Wendel im Saarland. Das Gotteshaus wird wegen der exponierten Lage im oberen Bliestal, der Größe und ortsbildprägenden Dominanz auch „Bliestaldom“ genannt. Kirchenpatron ist der heilige Remigius. In der Denkmalliste des Saarlandes ist die Kirche als Einzeldenkmal aufgeführt.

## Geschichte
Die erste Kirche in Bliesen wurde im Jahr 1220 erbaut. Im 15. Jahrhundert entstand ein Nachfolgebau im gotischen Stil, bei dem im Jahr 1730 am Kirchturm ein bis heute erhaltenes Barockportal errichtet wurde. Am 8. Juli 1751 wurde die dritte Kirche eingeweiht. 1869 erfolgte der Bau des Pfarrhauses. Gegen Ende des 19. Jahrhunderts war die Bliesener Kirche aufgrund des Bevölkerungswachstums zu klein geworden, so dass ein Kirchenneubau geplant wurde. Am 18. August 1901 fasste der Kirchen- und Gemeinderat den Entschluss für die Errichtung einer neuen Kirche. Die Pläne hierfür wurden von dem Architekten Josef Kleesattel aus Düsseldorf entworfen. Nachdem die Bausumme von 90 000 Mark aufgebracht war, erfolgte am 25. Mai 1903 der erste Spatenstich. Die Firma Reitz und Sievernich aus Trier wurde mit der Bauausführung beauftragt. Das Baumaterial wurde in freiwilligen Fahrten aus einem Steinbruch in Niederhofen zur Baustelle gebracht. Die Grundsteinlegung fand am 20. September 1903 statt, und bereits am 27. November 1904 konnte Dechant Bourgois die feierliche Einsegnung vornehmen. Die Konsekration des Gotteshauses nahm der damalige Trierer Bischof Michael Felix Korum am 6. Juli 1905 vor. Die Anschaffung der Innenausstattung erfolgte in den Jahren 1906 bis 1908.
1965 wurde die Kirche einer Renovierung unterzogen, wobei der Innenraum weitgehend sein ursprüngliches Aussehen verlor. 1979 wurde das Kirchendach renoviert. In den Jahren 1986 bis 1989 erfolgte eine umfassende Restaurierung der Kirche, bei der u. a. im Inneren der Altarraum neu gestaltet und die 1965 erfolgte Übermalung der ursprünglichen Wandmalereien wieder rückgängig gemacht wurde.

## Architektur
Das Kirchengebäude ist im neuromanischen Stil erbaut und weist die Grundrissform eines lateinischen Kreuzes auf. Als Baumaterial diente Buntsandstein. Das Langhaus mit dem Eingangsportal im Westen ist in drei Schiffe untergliedert, ein Mittelschiff und zwei niedrigere Seitenschiffe. Zwischen dem Langhaus und dem Chor im Osten befindet sich ein Querschiff. Der Chor, oder Altarraum, wird von einer halbrunden Apsis abgeschlossen. Auch die beiden Seitenschiffe schließen im Osten mit kleinen Apsiden ab. Die Decken aller Schiffe werden von Kreuzrippengewölben geformt.

## Das Innere der Kirche
Bemerkenswert im Inneren der Kirche ist die Ausmalung. Große Wandmalereien finden sich an der Westwand des Langhauses, an der Wand des südlichen Querschiffes und im Altarraum. Die Ausmalung war im Rahmen einer Innenrenovierung 1965 zum größten Teil überstrichen worden. Dies wurde aber in der zweiten Hälfte der 1980er Jahre wieder rückgängig gemacht.

Unterhalb des Wandgemäldes an der Westwand des Langhauses ist ein großes Missionskreuz angebracht. Weitere Ausstattungsgegenstände sind eine Pietà gegenüber dem Haupteingang, eine Marien- und  eine Josefsfigur, beide mit Jesuskind, die auf Seitenaltären aufgestellt sind, sowie diverse weitere Heiligenfiguren.

Im Altarraum befindet sich ein Altarkreuz, dessen Korpus aus dem Jahr 1450 stammt.

## Turm und Glocken
Der Turm an der Westseite der Kirche ist der älteste Teil des Gotteshauses. Der untere Teil des Turmes soll zu einem römischen Wacht- und Horchturm gehört haben. Dies kann allerdings historisch nicht nachgewiesen werden. Vielmehr datiert ein Gutachten des Konservators Klemen (Düsseldorf) den Turm ins 12. Jahrhundert.

Beim Neubau der Kirche Anfang des 20. Jahrhunderts war eine Erhöhung vorgesehen, unter der Auflage der Erhaltung des alten Turmes. 1904 wurde schließlich das heutige oberste Stockwerk mit Satteldach aufgesetzt und der Turm so um 10 m erhöht. Die Gesamthöhe bis zur Spitze des steinernen Kreuzes am westlichen Ende des Dachfirstes beträgt 28 m. Im obersten Stockwerk des Turmes befindet sich die Glockenstube.
Das erste Turmgeläut aus dem Jahr 1908 musste 1917 im Ersten Weltkrieg für Kriegszwecke abgegeben werden. Das zweite Geläut von 1922, bestehend aus fünf Glocken, musste während des Zweiten Weltkrieges 1942 wiederum für Kriegszwecke abgegeben werden. Am 25. Februar 1951 wurde das heutige dritte Geläut geweiht. Es besteht aus folgenden Glocken:
| Nr. | Name                 | Ton | Gewicht (kg) | Inschrift |
| --- | -------------------- | --- | ------------ | --- |
| 1   | Remigiusglocke       | es  | 1350         | „Im Heiligen Jahr 1950, als Pius XII. Papst war, Franz Rudolf Bi- schof von Trier, August Alt Pfarrer von Bliesen, wurde ich mit drei an- deren Glocken gegossen. Heiliger Remigius unser Schutzpatron bitte für uns.“ |
| 2   | Josefsglocke         | g   | 700          | „Heiliger Josef bitte für uns: Gedenket wenn ich töne, an Bliesens Heldensöhne. Sie haben ihr Blut und Leben für euch dahingegeben.“                                                                                   |
| 3   | Maria-Goretti-Glocke | b   | 400          | „Heilige Maria Goretti bitte für unsere Jugend! Maria Goretti, für Christus ihr Blut vergossen, für ihn durch's leuchtende Feuer floß. Wie Feuer so stark, wie Licht so rein, wird Bliesens blühendes Jungvolk sein.“  |
| 4   | Barbaraglocke        | c   | 300          | „Heilige Barbara, bitte für uns in der Todesstunde.“ |

## Orgel

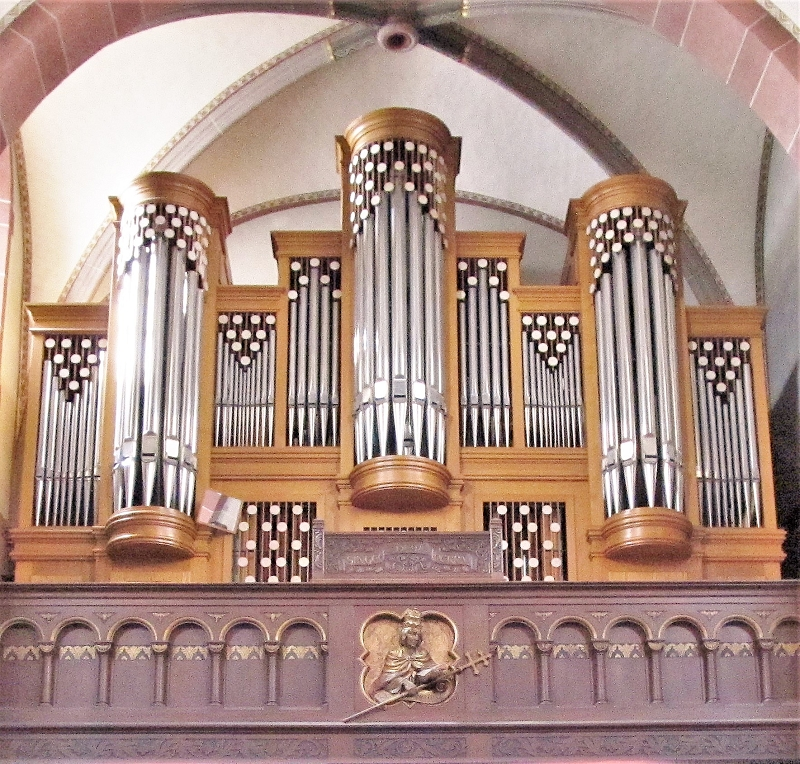
Orgelempore

Die erste Orgel der Kirche wurde 1908 von der Firma Hock (Saarlouis) erbaut. 1923 erfolgte durch die Firma Johannes Klais Orgelbau (Bonn) ein Umbau, bei der das Instrument einen neuen Spieltisch mit 23 Registern erhielt. 1963/64 kam es zu einem erneuten Umbau, bei der die Orgel 24 Register und einen elektrischen Spieltisch erhielt. Die heutige vierte Orgel wurde 1988 von der Firma Hugo Mayer Orgelbau (Heusweiler) erbaut und verfügt über 30 Register, verteilt auf 2 Manuale und Pedal, sowie eine mechanische Spiel- und elektrische Registertraktur. Aufgestellt ist die Orgel auf einer Empore im nördlichen Querschiff.
| I Hauptwerk |             |     |
| 1.          | Bordun      | 16′ |
| 2.          | Principal   | 8′  |
| 3.          | Gamba       | 8′  |
| 4.          | Koppelflöte | 8′  |
| 5.          | Octave      | 4′  |
| 6.          | Spitzflöte  | 4′  |
| 7.          | Waldflöte   | 2′  |
| 8.          | Mixtur IV   | 2′  |
| 9.          | Cornet V    |     |
| 10.         | Trompete    | 8′  |

| II Schwellwerk |               |        |
| 11.            | Holzprincipal | 8′     |
| 12.            | Rohrflöte     | 8′     |
| 13.            | Salicional    | 8′     |
| 14.            | Vox coelestis | 8′     |
| 15.            | Principal     | 4′     |
| 16.            | Traversflöte  | 4′     |
| 17.            | Nazard        | 2 ⁄3′  |
| 18.            | Doublette     | 2′     |
| 19.            | Terz          | 1 3⁄5′ |
| 20.            | Scharff IV    | 1 ⁄3′  |
| 21.            | Basson        | 16′    |
| 22.            | Oboe          | 8′     |
|                | Tremulant     |        |

| Pedal |            |        |
| 23.   | Violon     | 16′    |
| 24.   | Subbaß     | 16′    |
| 25.   | Octavbaß   | 8′     |
| 26.   | Gedeckt    | 8′     |
| 27.   | Großquinte | 5 1⁄3′ |
| 28.   | Choralbaß  | 4′     |
| 29.   | Nachthorn  | 2′     |
| 30.   | Posaune    | 16′    |

- Koppeln: II/I, I/P, II/P
- Spielhilfen: zwei freie Kombinationen